# Maria Teresa Gomes Pereira
Maria Teresa Martins Diogo David e Silva Gomes Pereira (Malange, 12 de Fevereiro de 1956 — Lisboa, 9 de Novembro de 1999) foi uma professora de História portuguesa.
Distinguiu-se por impulsionar inúmeros Projectos Pedagógicos envolvendo o património histórico e cultural da região do concelho de Torres Vedras.

## Biografia
Ainda enquanto estudante, no Liceu Nacional Salvador Correia em Luanda, recebeu uma dupla Menção Honrosa (1967 e 1968). Licenciou-se em História pela Faculdade de Letras da Universidade de Lisboa.
Entre 1987 e 1999, enquanto docente na Escola Secundária de Henriques Nogueira em Torres Vedras, distinguiu-se ao impulsionar inúmeros Projectos Pedagógicos de conhecimento e divulgação do Património e de ligação ao Meio.
Foi fundadora e membro da Direcção do Grupo 129 da Associação de Escoteiros de Portugal.
Participou activamente na Comissão do Ministério da Educação de Portugal para a Comemoração dos Descobrimentos Portugueses, principalmente na publicações de livros e revistas e em eventos que tiveram como objectivo divulgar e dar a conhecer a época de ouro da expansão portuguesa.
Póstumamente, em 2001, foi homenageada pela Câmara Municipal de Torres Vedras com a Medalha de Mérito, no Grau Prata, por serviços prestados à comunidade.
No mesmo ano, a Câmara Municpal de Torres Vedras homenageia Maria Teresa Gomes Pereira atruibuindo o seu nome a uma praça da cidade.

## Iniciativas pedagógicas
- 1989 - Feira Medieval que comemorou os sete séculos da Feira de São Pedro, envolvendo a comunidade estudantil e a população, permitindo uma reconstituição realista de como era a vida quotidiana à época do reinado de Dinis I de Portugal.
- 1991 - Recriação histórica no Asilo de Inválidos Militares de Runa, em Runa, e que consistiu num jantar de homenagem à Infanta Maria Francisca Benedita de Bragança, fundadora e mecenas da instituição, que ainda hoje assegura apoio a militares inválidos e pobres.
- 1993 - Feira Medieval junto à Igreja de São Pedro, em Torres Vedras, recriando esta forma de comércio medieval, com destaque para a representação de todas as classes sociais por estudantes de História.

## Congresso "Caminhos da Sobrevivência"
Entre 1993 e 2002, no âmbito extra-curricular da Escola Secundária de Henriques Nogueira, organizou os encontros do Congresso "Caminhos da Sobrevivência" onde foram discutidos temas diversos da actualidade.
A cada ano, foi escolhido um tema para debate, convidando personalidades de destaque na área em foco:
1. Água, Rios e Oceanos 1993
2. Cruzamento de Olhares com José Barata Moura 1994
3. (In)tolerancias 1995
4. Caos e Equilíbrio 1996
5. Desafios 1997
6. Cidadãos do Mundo 1998
7. Educar: Ciência, Arte e Utopia 1999
8. Identidade e Cidadania 2000
9. À Procura de Sentidos 2001
10. (Des)Encontros 2002

## Publicações
- 1990 - Manual de História ao Vivo. Comissão Nacional para as Comemorações dos Descobrimentos Portugueses
- 1993 - Descobrimentos : a era do encontro.  Torres Vedras na época da expansão[1]
- 1993 - Fontes, Chafarizes e Bicas - A Água no quotidiano do concelho de Torres Vedras (compilação)[1]
- 1997 - Crónicas de Pimenta e de Canela. Comissão Nacional para as Comemorações dos Descobrimentos Portugueses
- 2002 - 10 Anos do Congresso Caminhos da Sobrevivência
- 2008 - Torres Vedras Uma Cidade, Uma História - Guerras Peninsulares - Roteiro Histórico[2]